# Gabia Chica
Gabia Chica (también conocida como Gabia la Chica) es una localidad y pedanía española perteneciente al municipio de Las Gabias, en la provincia de Granada, comunidad autónoma de Andalucía. Está situada en la parte centro-sur de la comarca de la Vega de Granada. Cerca de esta localidad se encuentran los núcleos de Gabia Grande, Alhendín, Pedro Verde, Los Llanos y Churriana de la Vega.

## Historia
Nace como alquería en época musulmana con el nombre de "Gabiar al-Sogra". Fue un municipio independiente hasta 1973, cuando se fusionó junto con Gabia Grande —incluyendo Híjar y las zonas residenciales de Los Llanos, San Javier y Pedro Verde— en un solo municipio llamado Las Gabias, recayendo la capitalidad municipal en el principal núcleo.

## Geografía

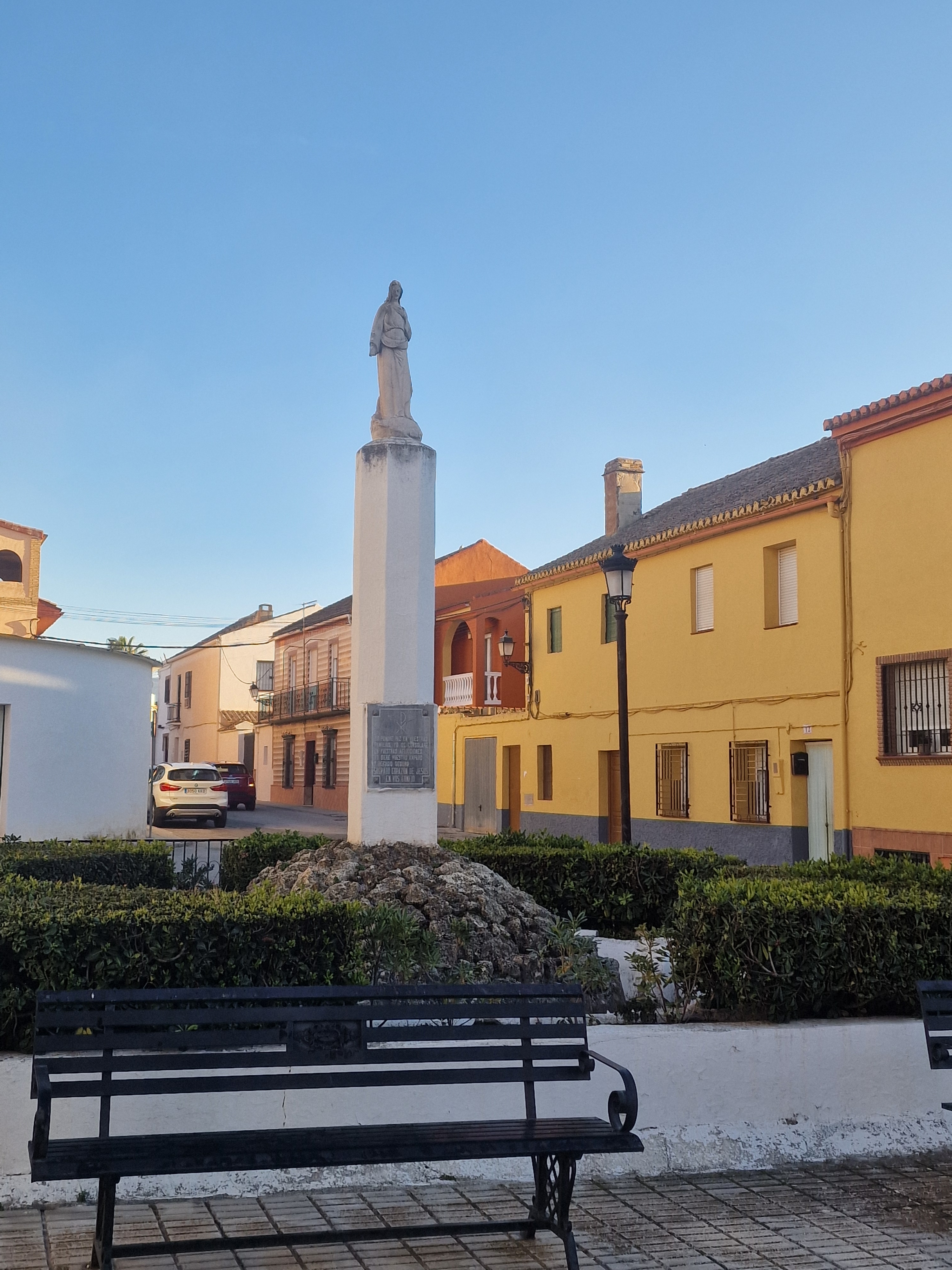
Escultura del Sagrado Corazón de Jesús, situada en la plaza de Trafalgar

Gabia Chica se sitúa en la parte centro-sur de la Vega de Granada a una altitud media de 693 m sobre el nivel del mar, con pendiente ascendente hacia el sur; cerca de esta localidad se sitúa el cerro Montevive, de 971 m sobre el nivel del mar. Cerca de esta misma localidad discurre el río Dílar y el arroyo de las Andas.

## Demografía
Según el Instituto Nacional de Estadística de España, en el año 2024 Gabia Chica contaba con 1499 habitantes censados, lo que representa el 6,43% de la población total del municipio.
| Gráfica de evolución demográfica de Gabia Chica entre 2014 y 2024 |
|                                                                   |
| Datos según el nomenclátor publicado por el INE.                  |

### Evolución histórica de la población
| Gráfica de evolución demográfica de Gabia la Chica entre 1842 y 1970 |
| |
| Población de derecho según los censos de población del INE Población de hecho según los censos de población del INEEn 1973 este municipio desaparece porque se agrupa en el municipio Las Gabias |

## Comunicaciones

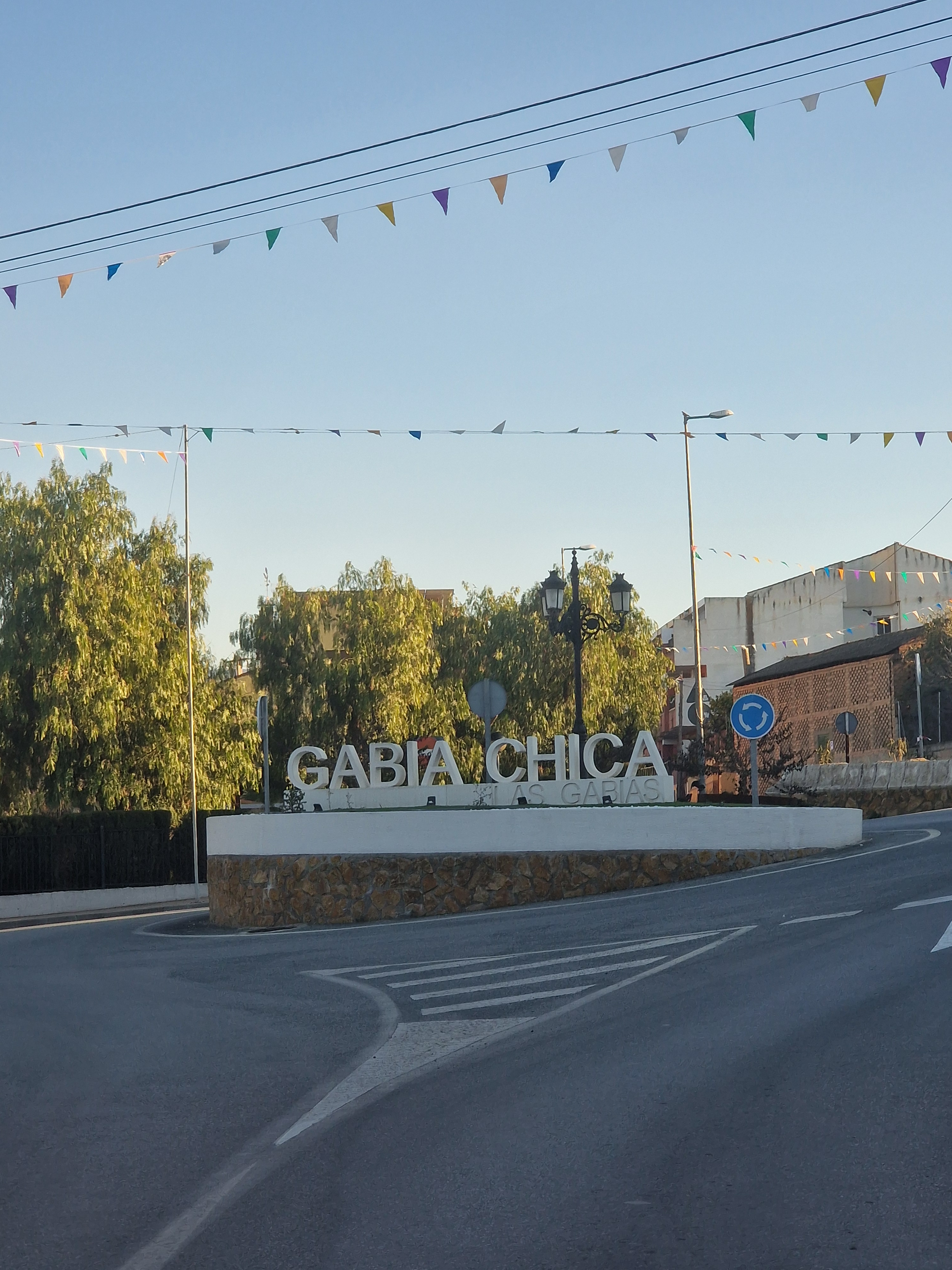
Rotonda en la calle Lepanto, travesía de la carretera GR-3306

### Carreteras
Las principales vías de comunicación que transcurren por esta localidad son:
| Identificador | Denominación               | Itinerario              |
| ------------- | -------------------------- | ----------------------- |
| GR-3306       | De Gabia Grande a Alhendín | Gabia Grande - Alhendín |
| GR-3303       | De Granada a N-323         | Granada - Alhendín      |

Algunas distancias entre Gabia Chica y otras ciudades:
| Ciudades     | Distancia (km) |
| ------------ | -------------- |
| Gabia Grande | 2              |
| Granada      | 9              |
| Santa Fe     | 16             |
| Jaén         | 101            |
| Almería      | 159            |
| Murcia       | 286            |

## Servicios públicos

### Sanidad
Gabia Chica cuenta con un consultorio médico de atención primaria situado en la calle Navas de Tolosa n.º 7, dependiente del distrito sanitario Metropolitano de Granada. El servicio de urgencias está en el centro de salud de Churriana de la Vega y el área hospitalaria de referencia es el Hospital Universitario San Cecilio (el PTS) de Granada capital.